# Liste der brasilianischen Botschafter auf den Salomonen
Der brasilianische Botschafter nächst der Regierung in Honiara auf Guadalcanal residiert in Canberra.

## Geschichte
Die Regierungen von Luiz Inácio Lula da Silva und von Manasseh Sogavare nahmen am 2. August 2005 mit einem Notenwechsel diplomatische Beziehungen auf. Im ersten Halbjahr 2005 hatte Frederico Cézar de Araújo die Salomonen besucht. Mit dem Dekret 7.202 vom 2. Juni 2010 gründete Luiz Inácio Lula da Silva die brasilianische Botschaft in Honiara, die zusammen mit der Botschaft in Canberra geleitet wird.
Im Mai 2012 besuchte Rubem Antônio Corrêa Barbosa Honiara, als Sondergesandter von Dilma Rousseff. Die lokalen Behörden bekundeten Interesse an einer Zusammenarbeit im Bereich des Fußballs. Es wurde die Entsendung eines brasilianischen Fußballtrainers angeregt, um die Salomonische Fußballnationalmannschaft zu trainieren. Darüber hinaus wurde technische Zusammenarbeit verhandelt.
Die Regierung der Salomonen gehört zu den Unterzeichnerstaaten einer von den G4-Staaten initiierten Resolution zur Reform des Sicherheitsrat der Vereinten Nationen. Die Regierung bekundete ihre Unterstützung der Aufnahmeanträge von Japan, Brasilien und Indien auf neue ständige Sitze im Sicherheitsrat der Vereinten Nationen.
| Ernannt       | Name                         | Bemerkungen | Mensagem Senado Federal | im Senat des Nationalkongress vorgestellt am | ernannt von    | akkreditiert während der Regierung von: | Posten verlassen |
| ------------- | ---------------------------- | ----------- | ----------------------- | -------------------------------------------- | -------------- | --------------------------------------- | ---------------- |
| 12. Jan. 2012 | Rubem Antônio Corrêa Barbosa |             | MSF 132 de 2011         | 13. Dez. 2011                                | Dilma Rousseff | Gordon Darcy Lilo                       |                  |